# Biljardbord

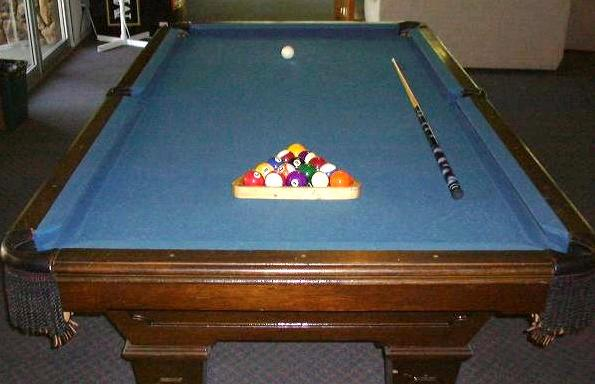
Ett poolbord.

Ett biljardbord är ett långsmalt bord med upphöjda kanter som är avsett för biljard, vanligen med en skiva beklädd med grönt tyg och med hål i hörnen och på långsidorna.
Ett biljardbord är oftast tillverkat i trä med en skiva av skiffer och vallar av gummi klätt med ett filttyg. Bordet är två gånger så långt som brett. Snooker- och poolbord har båda sex hål, eller fickor. Hålen mitt på långsidorna kallas miljöhål. Caramboleborden saknar hål.